# 전투적 성직자회
전투적 성직자회(페르시아어: جامعه روحانیت مبارز)는 이란의 정당으로 실용주의, 보수주의, 이슬람주의를 표방한다. 이란 혁명 이후에 수립된 제4대, 제5대 이란 의회에서 다수당이었다. 1977년 왕정 타도를 외치는 이슬람교 성직자들에 의해 설립되었다. 현재의 이란의 이맘인 알리 하메네이도 이 정당의 창립 일원이다.